# Dwars door Brugge
Dwars door Brugge is een loopwedstrijd van 15 kilometer, waarvan een deel van het parcours doorheen de Brugse binnenstad loopt. Naast het hoofdparcours worden op dezelfde dag enkele kortere parcours georganiseerd: een eerste van 1 kilometer (Kids Run) voor 6- tot 12-jarigen en een tweede van 5 kilometer (Start To Run) voor beginners.
Op 9 mei 2010 vond de 30ste editie plaats; deze werd bij de heren gewonnen door Stefan Van Den Broek, en bij de vrouwen door Veerle Dejaeghere. In 2011 ging de eer naar Stijn Fincioen en Sigrid Vanden Bempt. In 2012 won Alexander Diaz Rodriguez de sprint voor de winnaar van 2011, Stijn Fincioen en herhaalde Sigrid Vanden Bempt haar titel. In 2013 waren de laureaten Lander Van Droogenbroeck en Karen Van Proeyen.

## Jongste edities
- 23ste Dwars door Brugge  (11 mei 2003), 14,8 km: 3549 deelnemers ingeschreven. 2 extra parcours: 1 km (Kids Run) en 5 km (Adidas Ladies Run)
- 24ste Dwars door Brugge (9 mei 2004), 15 km: 3465 deelnemers aangekomen. 1 extra parcours: 1 km (Scapa Sports Kids Run)
- 25ste Dwars door Brugge (8 mei 2005), 15 km: 3455 deelnemers aangekomen. 1 extra parcours: 1 km (Futuris Kids Run)
- 26ste Dwars door Brugge (7 mei 2006), 15 km: 4090 deelnemers aangekomen. 1 extra parcours: 1 km (Futuris Kids Run)
- 27ste Dwars door Brugge (6 mei 2007), 14,3 km: 4787 deelnemers aangekomen. 2 extra parcours: 1 km (ING Kids Run) en 4,8 km (Start To Run)
- 28ste Dwars door Brugge (4 mei 2008): +7000 deelnemers ingeschreven, 14,7 km: +3000 aangekomen. 2 extra parcours: 1 km (Chiquita Kids Run) en 4,7 km (Start To Run)
- 29ste Dwars door Brugge (10 mei 2009): +7000 deelnemers ingeschreven, 14,5 km: 4487 aangekomen. 2 extra parcours: 1 km (Chiquita Kids Run) en 4,7 km (Start To Run)
- 30ste Dwars door Brugge (9 mei 2010): +7000 deelnemers ingeschreven, 14,5 km: 4281 aangekomen. 2 extra parcours: 1 km (Chiquita Kids Run) en 4,7 km (Start To Run)
- 31ste Dwars door Brugge (8 mei 2011), 15 km
- 32ste Dwars door Brugge (13 mei 2012), 15 km
- 33ste Dwars door Brugge (5 mei 2013), 14,5 km: +7500 deelnemers ingeschreven
- 34ste Dwars door Brugge (11 mei 2014), 14,5 km: +7800 deelnemers ingeschreven[1]
- 35ste Dwars door Brugge (10 mei 2015)
- 36ste Dwars door Brugge (8 mei 2016), 15 km
- 37ste Dwars door Brugge (14 mei 2017), 15 km
- 38ste Dwars door Brugge (13 mei 2018), 15 km
- 39ste Dwars door Brugge (12 mei 2019), 15 km
- 40ste Dwars door Brugge (10 mei 2020), geannuleerd vanwege coronacrisis